# Neoplasie
Neoplasie is een woord dat nieuwvorming betekent, en dat dus zowel goed- als kwaadaardige gezwellen omvat voor zover die ontstaan door celvermeerdering, en niet door oedeem of hematoom. 
In de geneeskunde wordt het echter vaak gebruikt voor kanker, vooral in termen die een (te) letterlijke vertaling zijn van Engelse staande uitdrukkingen, zoals MEN (multiple endocrine neoplasia, multipele endocriene neoplasie) en CIN (cervical intra-epithelial neoplasia, cervicale intra-epitheliale neoplasie). Bij CIN gaat het strikt genomen niet om kanker, maar om een voorstadium van kanker.
Buiten deze twee contexten wordt het in Nederland weinig gebruikt, in België wat meer.